# Campiglossa pusilla
Campiglossa pusilla är en tvåvingeart som först beskrevs av Chen 1938.  Campiglossa pusilla ingår i släktet Campiglossa och familjen borrflugor. Inga underarter finns listade.